# قناة شمال هولندا

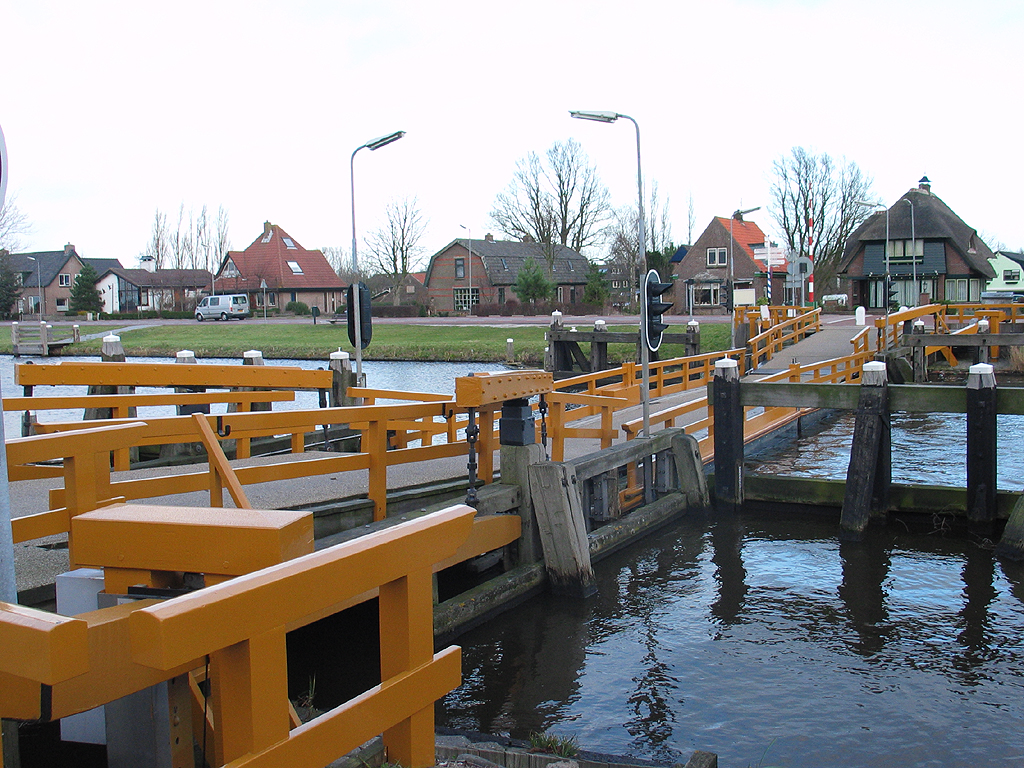
جسر عائم في القناة في Koedijk

قناة شمال هولندا (باللغة الهولندية Noordhollandsch Kanaal ) هي قناة هولندية في مقاطعة شمال هولندا . يربط أمستردام بدن هيلدر ، مروراً ببورميراند وألكمار . تم بناء القناة بتكليف من الملك فيليم الأول ملك هولندا ، في بداية القرن التاسع عشر .

## التاريخ
من القرن السابع عشر ، أصبح المرور إلى أمستردام عبر زاوديرزيصعبًا بشكل متزايد على السفن البحرية. استغرق نقل البضائع إلى القوارب الصغيرة وقتًا طويلاً وباهظ التكلفة ، وقد تم بالفعل وضع نظام للعوامات ، مما سمح للسفن بالوصول إلى الميناء دون لمس القاع. بالإضافة إلى ذلك ، تعرقلت مدينة أمستردام بسبب توهج في مينائها.
كان لا بد من إيجاد حل. نظرًا لأن المهارات التكنولوجية لم تكن متقدمة بما يكفي للنظر في إنشاء مجموعة كبيرة من هويس ، لم يجرؤ أحد على بناء قناة لها اتصال مباشر بين أمستردام و بحر الشمال . لهذا ، كان من الضروري قطع الاتصال بين آي و زاوديرزي ، وإتقان تطوير المياه الداخلية مقابل بحر الشمال .
لذلك ، تقرر بناء قناة عبر مقاطعة شمال هولندا . بطريقة ما ، كل ما هو مطلوب هو ربط العديد من المجاري المائية الموجودة بالفعل والتي كانت تستخدم لتصريف المياه من أراضي ي مستصلحة من البحر . وهكذا ، استخدمت القناة أقسام من القنوات الدائرية الأحواض بيمستر وسخيرمر . بالإضافة إلى ذلك ، يتبع جزء من القناة ، شمال ألكمار ، نهر ريكيري القديم .
تم الانتهاء من القناة في عام 1824 . لقد وفر الوقت بشكل أساسي على طريق دن هيلدر أمستردام . لكن الزيادة في حجم حركة المرور وكذلك الحجم الأكبر للقوارب يعني أن القناة كانت صغيرة جدًا بسرعة ، ولم تعد قادرة على تلبية الاحتياجات. بالكاد بعد نصف قرن ، تم افتتاح قناة بحر الشمال ، بين موانئ أمستردام ومدينة آيماودن الجديدة ، وبالتالي تحقيق الاتصال الأمثل بين بحر الشمال وأمستردام. تواتر الملاحة في القناة انخفض بشكل حاد في وقت قصير. فقط الجزء بين ألكمار و دن هيلدر لا يزال مستخدمًا للشحن الاحترافي. ومع ذلك ، احتفظت القناة بدور مهم في إدارة المياه السطحية لشمال هولندا .

## الجسور العائمة
من السمات الخاصة لقناة شمال هولندا الجسور العائمة تم استخدام هذه الجسور العائمة لأن الإتقان التكنولوجي في ذلك الوقت لم يسمح بإنشاء جسور بامتداد عرض القناة.
اليوم ، لا تزال أربعة جسور عائمة وما زالت تعمل. : في Koedijk ، في Burgervlotbrug ، في Sint Maartensvlotbrug وفي 't Zand .